# Lillestrøm Sportsklubb 2005
Questa voce raccoglie le informazioni riguardanti il Lillestrøm Sportsklubb nelle competizioni ufficiali della stagione 2005.

## Stagione
Il Lillestrøm chiuse la stagione al 4º posto finale, mentre l'avventura nel Norgesmesterskapet 2005 terminò in finale, quando la squadra fu sconfitta dal Molde con il punteggio di 2-4. Christoffer Andersson fu il calciatore maggiormente utilizzato in stagione, con 33 presenze (26 in campionato e 7 in coppa, unico giocatore a non saltare neppure un incontro stagionale); Arild Sundgot fu invece il miglior marcatore con 15 reti (11 in campionato e 4 in coppa).

## Maglie e sponsor
Lo sponsor tecnico per la stagione 2005 fu Adidas, mentre lo sponsor ufficiale fu Nordea. La divisa casalinga fu composta da una maglietta gialla con inserti neri, pantaloncini neri e calzettoni gialli.
| Casa |

## Rosa
| N. |                      | Ruolo | Calciatore            |
| -- | -------------------- | ----- | --------------------- |
| 1  | Germania (bandiera)  | P     | Heinz Müller          |
| 2  | Norvegia (bandiera)  | D     | Anders Rambekk        |
| 3  | Australia (bandiera) | D     | Shane Stefanutto      |
| 4  | Islanda (bandiera)   | C     | Davíð Viðarsson       |
| 5  | Svezia (bandiera)    | C     | Christoffer Andersson |
| 6  | Norvegia (bandiera)  | C     | Pål Strand            |
| 7  | Norvegia (bandiera)  | C     | Espen Søgård          |
| 8  | Tunisia (bandiera)   | C     | Khaled Mouelhi        |
| 8  | Norvegia (bandiera)  | A     | Eirik Soltvedt        |
| 9  | Norvegia (bandiera)  | C     | Johan Petter Winsnes  |
| 10 | Svezia (bandiera)    | A     | Magnus Powell         |
| 11 | Norvegia (bandiera)  | A     | Magnus Myklebust      |
| 12 | Norvegia (bandiera)  | C     | Bjørn Helge Riise     |
| 13 | Norvegia (bandiera)  | D     | Frode Kippe           |

| N. |                      | Ruolo | Calciatore             |
| -- | -------------------- | ----- | ---------------------- |
| 14 | Australia (bandiera) | C     | Saša Radulović         |
| 15 | Malta (bandiera)     | C     | Michael Mifsud         |
| 16 | Slovenia (bandiera)  | A     | Mato Grubišic          |
| 17 | Australia (bandiera) | C     | Kasey Wehrman          |
| 18 | Norvegia (bandiera)  | A     | Arild Sundgot          |
| 20 | Norvegia (bandiera)  | P     | Per Magne Misund       |
| 21 | Norvegia (bandiera)  | D     | Pål Steffen Andresen   |
| 24 | Svezia (bandiera)    | A     | Andreas Haddad         |
| 24 | Norvegia (bandiera)  | C     | Martin Rosenkilde      |
| 25 | Slovenia (bandiera)  | C     | Robert Koren           |
| 26 | Norvegia (bandiera)  | D     | Harald Hauge           |
| 30 | Norvegia (bandiera)  | P     | Eirik Christian Jansen |
| 41 | Germania (bandiera)  | P     | Claus Reitmaier        |

## Calciomercato

### Sessione invernale
| Acquisti | Acquisti         | Acquisti        | Acquisti   |
| R.       | Nome             | da              | Modalità   |
| -------- | ---------------- | --------------- | ---------- |
| P        | Heinz Müller     |                 | svincolato |
| P        | Claus Reitmaier  |                 | svincolato |
| D        | Anders Rambekk   |                 | svincolato |
| C        | Saša Radulović   | Rot Weiss Ahlen | prestito   |
| A        | Magnus Myklebust | Hødd            | definitivo |

| Cessioni | Cessioni          | Cessioni   | Cessioni   |
| R.       | Nome              | a          | Modalità   |
| -------- | ----------------- | ---------- | ---------- |
| P        | Emile Baron       |            | svincolato |
| D        | Tom Kristoffersen | Sandefjord | definitivo |
| C        | Gylfi Einarsson   | Leeds Utd  | definitivo |
| C        | Romanus Orjinta   | Heartland  | definitivo |
| A        | Mahmod Hejazi     |            | svincolato |

### Sessione estiva
| Acquisti | Acquisti             | Acquisti       | Acquisti   |
| R.       | Nome                 | da             | Modalità   |
| -------- | -------------------- | -------------- | ---------- |
| C        | Khaled Mouelhi       | Club Africain  | definitivo |
| C        | Bjørn Helge Riise    | Standard Liegi | definitivo |
| A        | Andreas Yacob-Haddad | Assyriska      | prestito   |

| Cessioni | Cessioni          | Cessioni         | Cessioni   |
| R.       | Nome              | a                | Modalità   |
| -------- | ----------------- | ---------------- | ---------- |
| C        | Davíð Viðarsson   | FH Hafnarfjörður | definitivo |
| C        | Martin Rosenkilde | ?                | definitivo |
| A        | Mato Grubišic     | Ullensaker/Kisa  | definitivo |
| A        | Eirik Soltvedt    | Notodden         | definitivo |

## Risultati

### Eliteserien

#### Girone di andata
| Arbitro: | Øvrebø (Oslo) |

|                                                |           |          |
| Borgersen 45’ Wehrman 56’ (aut.) Harðarson 77’ | Marcatori | 6’ Kippe |

| Arbitro: | Staberg (Harstad) |

|            |           |  |
| Mifsud 68’ | Marcatori |  |

| Arbitro: | Krokdal |

|                                           |           |           |
| Mambo Mumba 26’ Østenstad 82’ (rig.), 90’ | Marcatori | 13’ Koren |

| Arbitro: | Sandmoen (Kjelsås) |

|              |           |              |
| Andresen 15’ | Marcatori | 64’ Ødegaard |

| Arbitro: | Staberg (Harstad) |

|  |           |                           |
|  | Marcatori | 19’ Sundgot 80’ Myklebust |

| Arbitro: | Øvrebø (Oslo) |

|             |           |  |
| Sundgot 12’ | Marcatori |  |

| Arbitro: | Skjerven (Kaupanger) |

|                                                           |           |                      |
| Soma 30’ Sæternes 35’, 57’, 66’ Kvisvik 52’ Bjarnason 60’ | Marcatori | 45’ Mifsud 86’ Koren |

| Arbitro: | Berntsen (Vang) |

|                        |           |             |
| Sundgot 28’ Mifsud 90’ | Marcatori | 44’ Iversen |

| Arbitro: | Staberg (Harstad) |

|              |           |            |
| Yndestad 26’ | Marcatori | 52’ Mifsud |

| Arbitro: | Sælen (Bergen) |

|                             |           |  |
| Mifsud 13’ Sundgot 59’, 81’ | Marcatori |  |

| Arbitro: | Alseth (Stjørdal) |

|             |           |             |
| R. Berg 80’ | Marcatori | 39’ Sundgot |

| Arbitro: | Staberg (Harstad) |

|                                    |           |  |
| Andersson 31’ Koren 36’ Powell 70’ | Marcatori |  |

| Arbitro: | Øvrebø (Oslo) |

|                              |           |  |
| Mavrič 26’ (rig.) Konate 86’ | Marcatori |  |

#### Girone di ritorno
| Arbitro: | Sandmoen (Kjelsås) |

|                          |           |  |
| Strand 24’ Myklebust 90’ | Marcatori |  |

| Arbitro: | Moen (Haugesund) |

|             |           |  |
| Theorin 60’ | Marcatori |  |

| Arbitro: | Hauge (Bergen) |

|                      |           |  |
| Koren 51’ Strand 90’ | Marcatori |  |

| Arbitro: | Hauge (Bergen) |

|              |           |                        |
| Ødegaard 34’ | Marcatori | 61’ Mifsud 78’ Sundgot |

| Arbitro: | Skjerven (Kaupanger) |

|                       |           |                           |
| Koren 63’ Sundgot 68’ | Marcatori | 13’ Suffo 39’, 84’ Occéan |

| Arbitro: | Hauge (Bergen) |

|                       |           |                                     |
| Ringberg 16’ Haug 63’ | Marcatori | 23’ Koren 67’ Sundgot 83’ Myklebust |

| Arbitro: | Øvrebø (Oslo) |

|                 |           |  |
| Soma 28’ (aut.) | Marcatori |  |

| Oslo 18 settembre 2005, ore 20:15 21ª giornata | Vålerenga            | 0 – 0 referto | Lillestrøm | Ullevaal Stadion (16.504 spett.)\| Arbitro: \| Skjerven (Kaupanger) \| |
| Arbitro:                                       | Skjerven (Kaupanger) |               |            |                                                                        |

| Arbitro: | Øvrebø (Oslo) |

|            |           |                            |
| Powell 17’ | Marcatori | 45’ Strand 77’ Christensen |

| Arbitro: | Skjerven (Kaupanger) |

|           |           |  |
| Olsen 52’ | Marcatori |  |

| Arbitro: | Edvartsen (Hamar) |

|                                     |           |  |
| Sundgot 45’ (rig.) Koren 53’ (rig.) | Marcatori |  |

| Arbitro: | Ditlefsen |

|          |           |             |
| Hoås 57’ | Marcatori | 22’ Sundgot |

| Arbitro: | Berntsen (Vang) |

|                     |           |                 |
| Koren 5’ Strand 76’ | Marcatori | 77’, 90’ Friend |

### Norgesmesterskapet
| Arbitro: | Leirdal |

|  |           |                  |
|  | Marcatori | 46’ (rig.) Koren |

| Arbitro: | Akdas |

|           |           |                                    |
| Marki 51’ | Marcatori | 54’, 59’ Mifsud 82’ (rig.) Sundgot |

| Arbitro: | Edvartsen (Hamar) |

|                                                                    |           |                                              |
| Mifsud 4’ Andersson 55’, 96’ Kristiansen 88’ (aut.) Myklebust 109’ | Marcatori | 69’ (rig.) Michelsen 75’ Walltin 79’ Lilleng |

| Arbitro: | Øvrebø (Oslo) |

|  |           |                       |
|  | Marcatori | 61’ Kippe 84’ Sundgot |

| Arbitro: | Ditlefsen |

|                             |           |            |
| Rambekk 33’ Powell 55’, 75’ | Marcatori | 88’ Poljac |

| Lillestrøm 21 settembre 2005, ore 19:00 Semifinale        | Lillestrøm | 2 – 0 referto | Vålerenga | Åråsen Stadion (12.156 spett.) |
| \| \| \| \| \| Andresen 7’ Sundgot 78’ \| Marcatori \| \| |            |               |           |                                |
|                                                           |            |               |           |                                |
| Andresen 7’ Sundgot 78’                                   | Marcatori  |               |           |                                |

| Arbitro: | Sandmoen (Kjelsås) |

|                                |           |                                                  |
| Mouelhi 46’ Sundgot 90’ (rig.) | Marcatori | 25’ Friend 65’ Konate 94’ Berg Hestad 108’ Husøy |

## Statistiche

### Statistiche di squadra
| Competizione       | Punti | In casa | In casa | In casa | In casa | In casa | In casa | In trasferta | In trasferta | In trasferta | In trasferta | In trasferta | In trasferta | Totale | Totale | Totale | Totale | Totale | Totale | DR  |
| Competizione       | Punti | G       | V       | N       | P       | Gf      | Gs      | G            | V            | N            | P            | Gf           | Gs           | G      | V      | N      | P      | Gf     | Gs     | DR  |
| ------------------ | ----- | ------- | ------- | ------- | ------- | ------- | ------- | ------------ | ------------ | ------------ | ------------ | ------------ | ------------ | ------ | ------ | ------ | ------ | ------ | ------ | --- |
| Eliteserien        | 42    | 13      | 9       | 2       | 2       | 23      | 9       | 13           | 3            | 4            | 6            | 14           | 22           | 26     | 12     | 6      | 8      | 37     | 31     | +6  |
| Norgesmesterskapet | -     | 4       | 3       | 0       | 1       | 12      | 8       | 3            | 3            | 0            | 0            | 6            | 1            | 7      | 6      | 0      | 1      | 18     | 9      | +9  |
| Totale             | -     | 17      | 12      | 2       | 3       | 35      | 17      | 16           | 6            | 4            | 6            | 20           | 23           | 33     | 18     | 6      | 9      | 55     | 40     | +15 |

### Andamento in campionato
| Giornata  | 1 | 2 | 3 | 4 | 5 | 6 | 7 | 8 | 9 | 10 | 11 | 12 | 13 | 14 | 15 | 16 | 17 | 18 | 19 | 20 | 21 | 22 | 23 | 24 | 25 | 26 |
| --------- | - | - | - | - | - | - | - | - | - | -- | -- | -- | -- | -- | -- | -- | -- | -- | -- | -- | -- | -- | -- | -- | -- | -- |
| Luogo     | T | C | T | C | T | C | T | C | T | C  | T  | C  | T  | C  | T  | C  | T  | C  | T  | C  | T  | C  | T  | C  | T  | C  |
| Risultato | P | V | P | N | V | V | P | V | N | V  | N  | V  | P  | V  | P  | V  | V  | P  | V  | V  | N  | P  | P  | V  | N  | N  |
| Posizione |   |   |   |   |   |   |   |   |   |    |    |    |    |    |    |    |    |    |    |    |    |    |    |    |    | 4  |

Fonte:  Tippeligaen 2005, su altomfotball.no, Altomfotball.
Legenda:

Luogo: C = Casa; T = Trasferta. Risultato: V = Vittoria; N = Pareggio; P = Sconfitta.

### Statistiche dei giocatori
| C. Andersson    | 26 | 1  | 2 | 0 | 7 | 2 | 0 | 0 |  |  |  |  | 33 | 3  | 2 | 0 |
| P. Andresen     | 25 | 1  | 0 | 0 | 5 | 1 | 1 | 0 |  |  |  |  | 30 | 2  | 1 | 0 |
| M. Grubišic     | 1  | 0  | 0 | 0 | 0 | 0 | 0 | 0 |  |  |  |  | 1  | 0  | 0 | 0 |
| H. Hauge        | 0  | 0  | 0 | 0 | 0 | 0 | 0 | 0 |  |  |  |  | 0  | 0  | 0 | 0 |
| E. Jansen       | 0  | 0  | 0 | 0 | 1 | 0 | 0 | 0 |  |  |  |  | 1  | 0  | 0 | 0 |
| F. Kippe        | 19 | 1  | 3 | 0 | 7 | 1 | 1 | 0 |  |  |  |  | 26 | 2  | 4 | 0 |
| R. Koren        | 26 | 8  | 1 | 0 | 6 | 1 | 0 | 0 |  |  |  |  | 32 | 9  | 1 | 0 |
| M. Mifsud       | 15 | 6  | 3 | 0 | 3 | 3 | 0 | 0 |  |  |  |  | 18 | 9  | 3 | 0 |
| P. Misund       | 2  | 0  | 0 | 0 | 1 | 0 | 0 | 0 |  |  |  |  | 3  | 0  | 0 | 0 |
| K. Mouelhi      | 6  | 0  | 2 | 0 | 2 | 1 | 0 | 0 |  |  |  |  | 8  | 1  | 2 | 0 |
| H. Müller       | 5  | 0  | 1 | 0 | 0 | 0 | 0 | 0 |  |  |  |  | 5  | 0  | 1 | 0 |
| M. Myklebust    | 19 | 3  | 0 | 0 | 6 | 1 | 0 | 0 |  |  |  |  | 25 | 4  | 0 | 0 |
| M. Powell       | 24 | 2  | 0 | 0 | 7 | 2 | 1 | 0 |  |  |  |  | 31 | 4  | 1 | 0 |
| S. Radulović    | 6  | 0  | 1 | 0 | 3 | 0 | 0 | 0 |  |  |  |  | 9  | 0  | 1 | 0 |
| A. Rambekk      | 23 | 0  | 3 | 0 | 7 | 1 | 0 | 0 |  |  |  |  | 30 | 1  | 3 | 0 |
| C. Reitmaier    | 19 | 0  | 0 | 0 | 5 | 0 | 0 | 0 |  |  |  |  | 24 | 0  | 0 | 0 |
| B. Riise        | 13 | 0  | 1 | 0 | 3 | 0 | 0 | 0 |  |  |  |  | 16 | 0  | 1 | 0 |
| M. Rosenkilde   | 0  | 0  | 0 | 0 | 0 | 0 | 0 | 0 |  |  |  |  | 0  | 0  | 0 | 0 |
| E. Søgård       | 25 | 0  | 1 | 0 | 7 | 0 | 1 | 0 |  |  |  |  | 32 | 0  | 2 | 0 |
| E. Soltvedt     | 0  | 0  | 0 | 0 | 0 | 0 | 0 | 0 |  |  |  |  | 0  | 0  | 0 | 0 |
| S. Stefanutto   | 12 | 0  | 2 | 0 | 4 | 0 | 0 | 0 |  |  |  |  | 16 | 0  | 2 | 0 |
| P. Strand       | 19 | 3  | 2 | 0 | 4 | 0 | 0 | 0 |  |  |  |  | 23 | 3  | 2 | 0 |
| A. Sundgot      | 26 | 11 | 2 | 0 | 5 | 4 | 0 | 0 |  |  |  |  | 31 | 15 | 2 | 0 |
| D. Viðarsson    | 0  | 0  | 0 | 0 | 0 | 0 | 0 | 0 |  |  |  |  | 0  | 0  | 0 | 0 |
| K. Wehrman      | 22 | 0  | 5 | 0 | 5 | 0 | 0 | 0 |  |  |  |  | 27 | 0  | 5 | 0 |
| J. Winsnes      | 16 | 0  | 1 | 0 | 5 | 0 | 0 | 0 |  |  |  |  | 21 | 0  | 1 | 0 |
| A. Yacob-Haddad | 6  | 0  | 0 | 0 | 2 | 0 | 0 | 0 |  |  |  |  | 8  | 0  | 0 | 0 |